# Narwa (stacja kolejowa)
Narwa – stacja kolejowa w Narwie, w prowincji Virumaa Wschodnia, w Estonii. Znajdują się tu 2 perony. Przejście graniczne z Rosją. Położona jest na linii Tallinn - Narwa - Petersburg. 

## Historia
Stacja powstała w czasach carskich na Kolei Bałtyckiej. Już wówczas nosiła obecną nazwę.

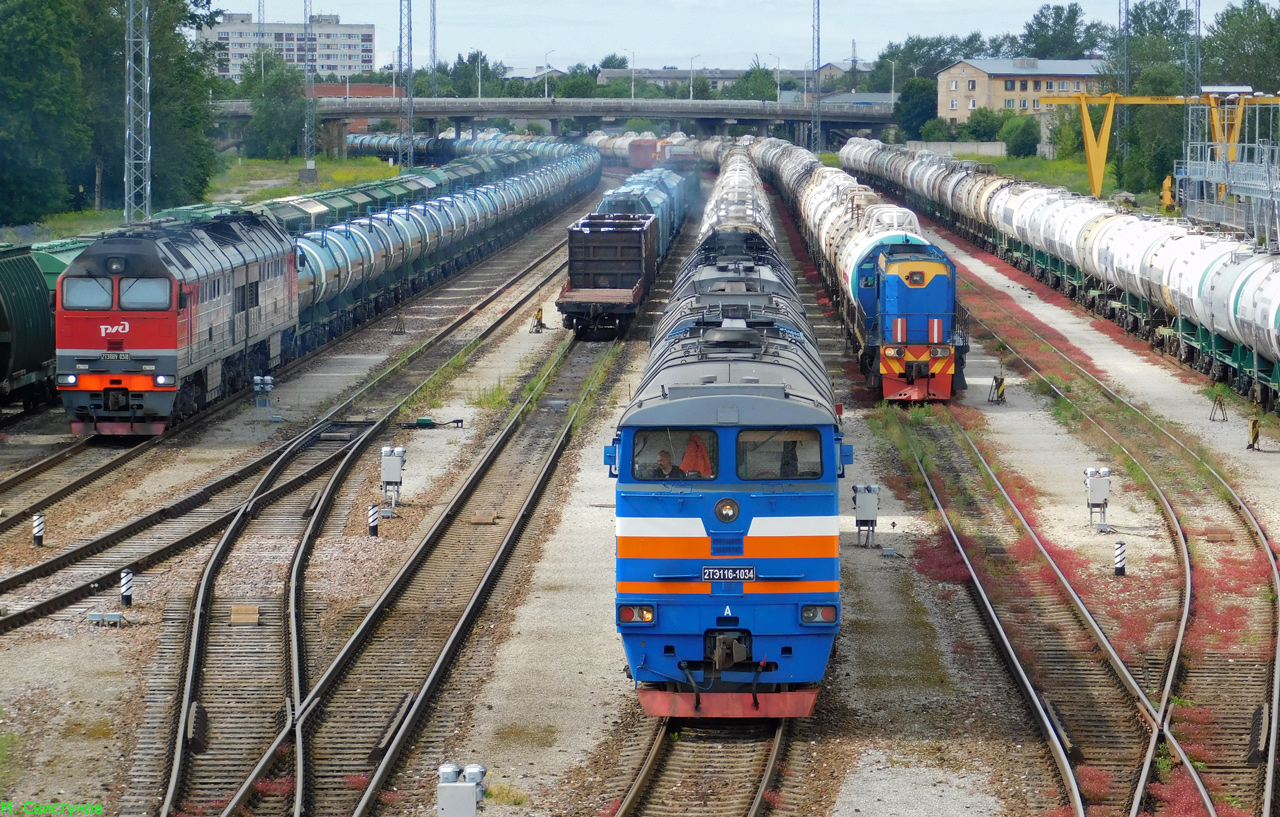
torowisko
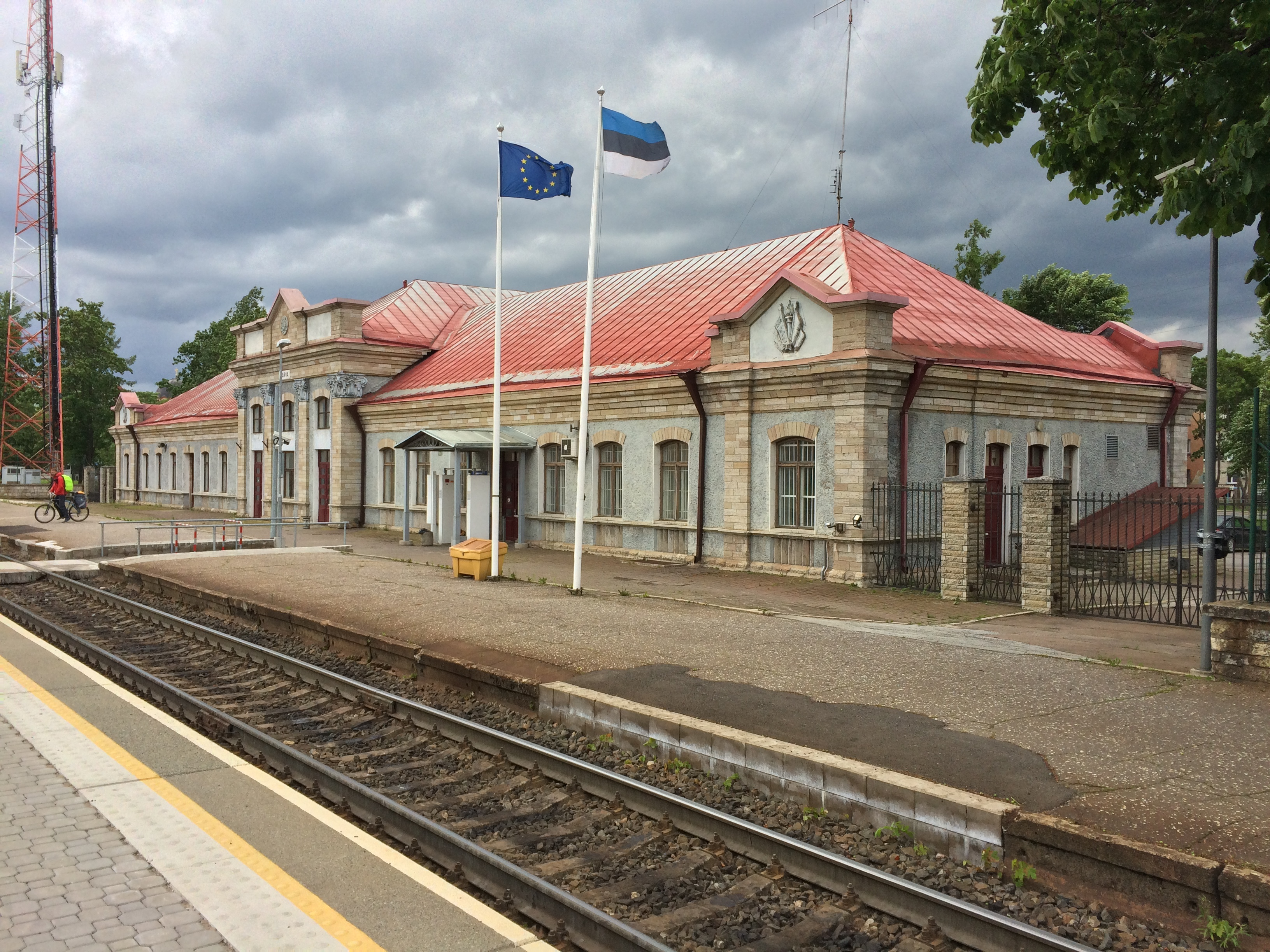
dworzec od strony peronów
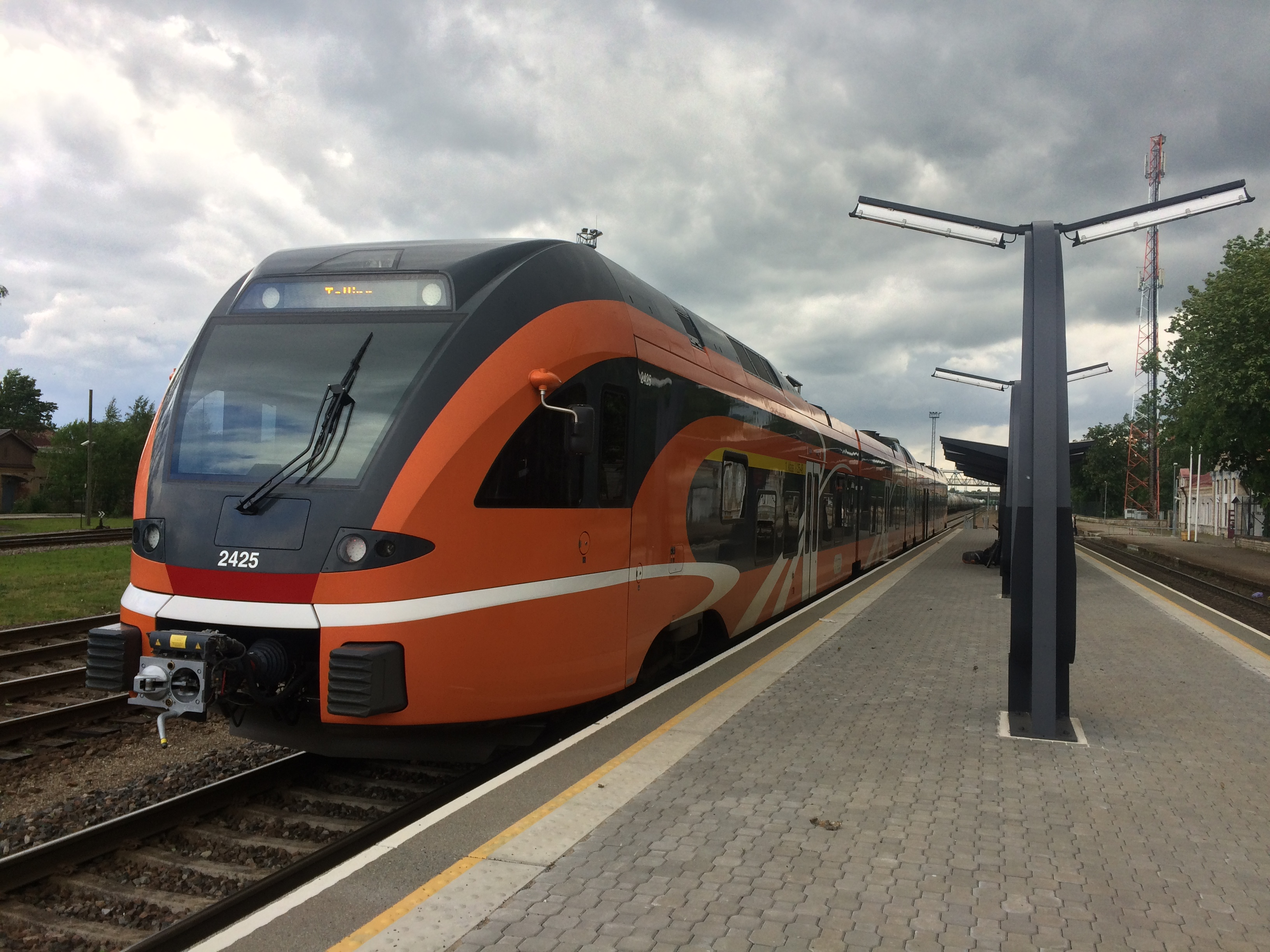
perony
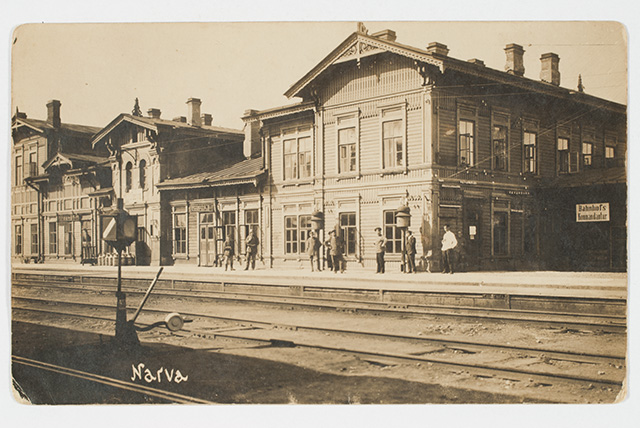
stacja podczas I wojny światowej